# ラムセス1世
ラムセス1世（在位：紀元前1295年 - 紀元前1294年）は古代エジプト第19王朝の初代ファラオ。

## 概要
下エジプト出身。ホルエムヘブの忠実な腹心で親友であり、ホルエムエブの在位中は軍司令官、宰相の地位にあった。ホルエムヘブの信任は非常に篤く、息子がなかったホルエムヘブは在世中から彼を後継者に指名していた。即位したときすでに老年であったため在位期間は短く、死後は息子のセティ1世が王位を継承した。
ミイラは1870年代以降長く行方不明となっていたが、2000年、アメリカのアトランタで王妃のミイラとともに発見され、2002年、「ファラオを祖国に帰国させてほしい」とのエジプトの要請で帰国を果たした。このとき、ラムセス2世のフランスへの出国の先例に倣い、ファラオとしてパスポートを発給されている。まさに、「帰国」であった。

## 治績
ホルエムヘブ時代には王朝の復興を目指すホルエムヘブを助けて改革を行った。ホルエムヘブの片腕として、治世後半の対外戦争の多くを指揮したともされる。